# Krypteia
Een krypteia (Oudgrieks κρυπτεία) was een geheime operatie die in het klassieke Sparta van de zesde en vijfde eeuw v.Chr. deel uitmaakte van de Spartaanse opvoeding. De naakte Spartaanse jongelingen ouder dan 16 jaar werden ’s nachts op afgelegen plaatsen aan hun lot overgelaten. Voorzien van een dolk en weinig levensmiddelen trokken ze in kleine groepjes door het land, sliepen naakt op de grond en leden ontberingen. Tijdens deze overlevingsproef werden er talloze heloten neergestoken. Daarmee wilden de jonge Spartanen bewijzen dat ze er niet voor terugschrokken om te doden en geschikt waren voor het leger.